# Benjamin Massing
Benjamin Massing (Édéa, 20 giugno 1962 – Édéa, 9 dicembre 2017) è stato un calciatore camerunese, di ruolo difensore.
Il connazionale Georges Mouyémé è suo fratellastro.

## Biografia
È scomparso nel 2017 all'età di 55 anni.